# الشاب نصرو
اسمه الفني شاب نصرو والأصلي نصر الدين السويدي (ولد في 30 ديسمبر 1969 في عين تموشنت.-) هو مغني فن الراي الجزائري. يطلق عليه أمير الراي العاطفي بعد ملك الراي العاطفي الشاب حسني. يعيش حاليا في الولايات المتحدة الأمريكية منذ أكثر من 16 سنة في رصيده أكثر من 130 البوم.

## نبذة
نصرو هو الابن الأول بعد خمس بنات، في سن الثانية من عمره اشترى له عمه «دربوكة» طبل تقليدي وكان نصرو يصرف من اللعب ليلا والغناء.
عندما بلغ من العمر ستة سنوات سجل بالمدرسة، ومن تم بدأ الجمهور يكتشف صاحب هذا الصوت العذب الجميل.
وحسب قول الكاتب والفنان اللبناني جبران خليل جبران لقوله: «إلهام سوف يغني دائما، والإلهام أبدا توضيح ذلك.» مغني موسيقى الراي الجزائري، وكان الشاب نصرو مصدر إلهام للكثيرين، الذين يعيشون حياة كاملة من كل النعم وخيبات الأمل أبعد من أي توقعات عن معظم الخام.
ينشأون في مرحلة ما بعد الجزائر الثورية، حيث كان هناك التحرر من الاستعمار الفرنسي والاضطهاد ومن ثم فجأة إلقائهن من ويلات الحرب الأهلية في أوائل 90، كان لها تأثير كبير على حياته والفن. واستكشفت وأعرب عن عدد لا يحصى من المشاعر والملاحظات للحياة على أكثر من 130 البوم، مع التركيز في وقت لاحق حول موضوع عالمي من الحب.

## وصلات خارجية
- الشاب نصرو على موقع ميوزك برينز (الإنجليزية)
- الشاب نصرو على موقع أول ميوزيك (الإنجليزية)
- الشاب نصرو على موقع ديسكوغز (الإنجليزية)